# 천총 (연호)
천총(天聰, 1627년 ~ 1636년 4월)은 후금 태종(太宗) 천총가한(天聰可汗) 홍타이지의 연호이다. 9년 4개월 가량 사용하였다. 국호를 금(金)에서 청(淸)으로 개명하기 전 까지 사용하였다.

## 개원
- 천명(天命) 11년 9월 1일[1](그레고리력 1626년 10월 20일)에 연호를 천총(天聰)으로 정하고, 다음 해 1월 1일[2](그레고리력 1627년 2월 16일)에 개원함.[3][4][5]

- 천총(天聰) 10년 4월 11일[6](그레고리력 1636년 5월 15일)에 국호를 청으로 바꾸면서, 연호를 숭덕(崇德)으로 개원함.[7][8][5]

## 연대 대조표
| 천총 | 서기(西紀) | 간지(干支) | 명나라 연호     |
| 원년 | 1627년     | 정묘(丁卯) | 천계(天啓) 7년  |
| 2년  | 1628년     | 무진(戊辰) | 숭정(崇禎) 원년 |
| 3년  | 1629년     | 기사(己巳) | 숭정 2년        |
| 4년  | 1630년     | 경오(庚午) | 숭정 3년        |
| 5년  | 1631년     | 신미(辛未) | 숭정 4년        |
| 6년  | 1632년     | 임신(壬申) | 숭정 5년        |
| 7년  | 1633년     | 계유(癸酉) | 숭정 6년        |
| 8년  | 1634년     | 갑술(甲戌) | 숭정 7년        |
| 9년  | 1635년     | 을해(乙亥) | 숭정 8년        |
| 10년 | 1636년     | 병자(丙子) | 숭정 9년        |

## 동시대 연호

### 중국
대명(大明)
- 천계(天啓) (1621년 ~ 1627년)
- 숭정(崇禎) (1628년 ~ 1644년)

중국(기타)
- 사숭명(奢崇明) 서응(瑞應) (1621년 ~ 1629년)
- 장유원(張惟元) 영흥(永興) (1628년)
- 이성명(李盛明) 영보(靈寶) (1629년)
- 고영상(高迎祥) 흥무(興武) (1635년 ~ 1636년)

### 베트남
- 호앙딘(弘定) (1600년 ~ 1619년)
- 빈또(永祚) (1619년 ~ 1629년)
- 득롱(德隆) (1629년 ~ 1635년)
- 즈엉호아(陽和) (1635년 ~ 1643년)

### 일본
- 간에이(寬永) (1624년 ~ 1644년)

## 같이 보기
- 중국의 연호 목록